# Myślibórz Wielki
Myślibórz Wielki (deutsch Groß Mützelburg) ist ein Dorf in der polnischen Woiwodschaft Westpommern. Das Dorf bildet einen Teil der Gmina Nowe Warpno (Stadt- und Landgemeinde Neuwarp) im Powiat Policki (Pölitzer Kreis). Myślibórz Wielki liegt etwa 29 km nordwestlich von Stettin (Szczecin) und etwa 21 km nordwestlich von Police (Pölitz), an der Grenze zwischen Deutschland und Polen. Es befand sich bis 1945 in der Provinz Pommern des Deutschen Reiches, wurde 1945 von der Roten Armee erobert und unter polnische Verwaltung gestellt. Im Zweiten Weltkrieg wurde es nicht zerstört.

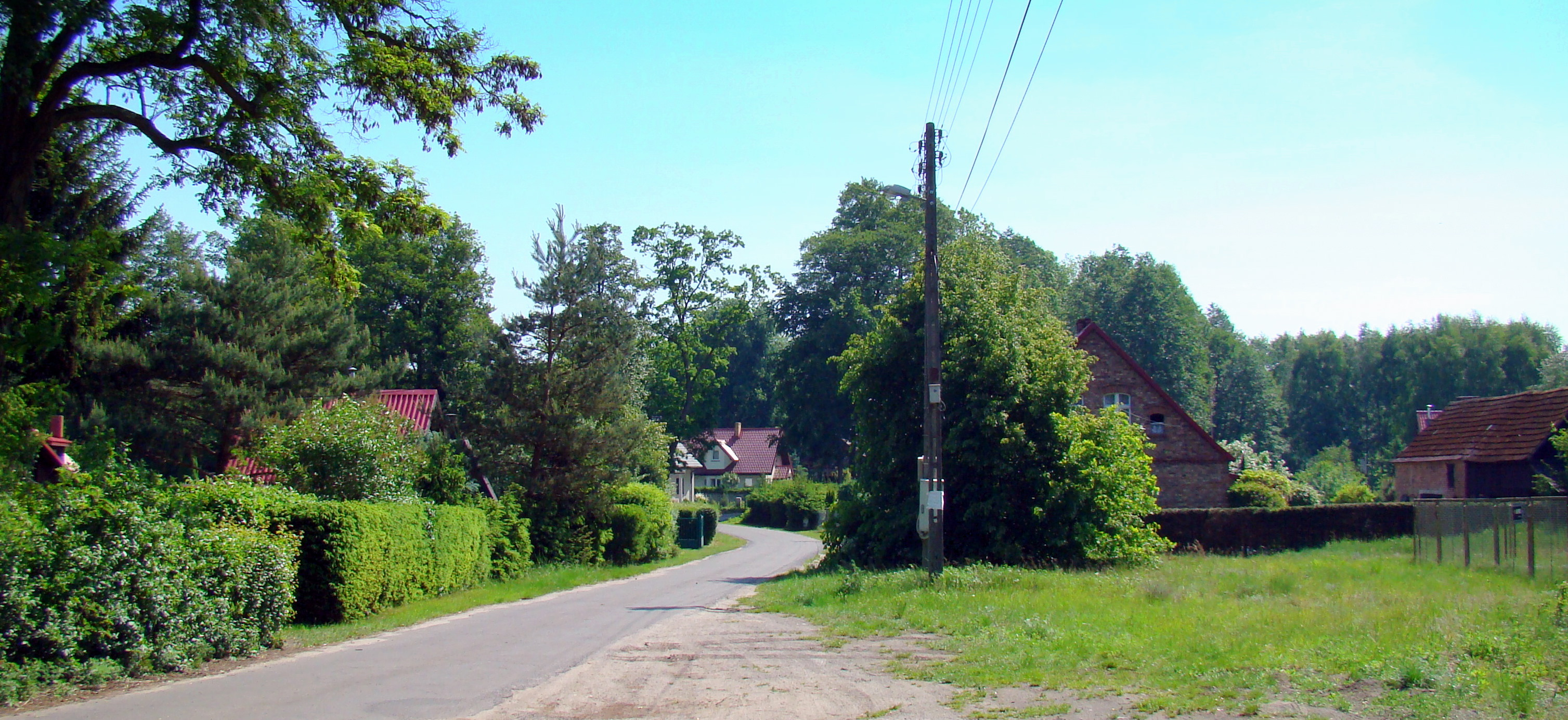
Blick entlang der Dorfstraße in Myślibórz Wielki

## Im Ort geborene Persönlichkeit
- Otto Kummert (* 1936), deutscher Gebrauchsgrafiker und vormaliger Hoch-schullehrer in der DDR